# 草湖太子宮
24°04′38″N 120°41′37″E / 24.077113°N 120.693553°E
草湖太子宮，是位於臺灣臺中市大里區東湖里的哪吒廟，為草湖的信仰中心。

## 沿革
依據該宮沿革，草湖太子宮開基神像是清朝時由武官林振威進駐霧峰所攜帶而來。草創初期僅為茅草蓋成，之後改為土角厝，1971年大規模擴建時定為今名。據廟委總幹事林承福表示，此廟為當地信仰中心、香火鼎盛，但開基神像20世紀中期由霧峰鄉施姓夫妻借回供俸後就不知去向，廟方只好重刻。
1990年，於現址購地千坪重建。1994年11月14日，舉行新廟落成典禮。廟方得知開基神像流落至霧峰鄉調解委員會主席林文達住處，新廟落成之際時特地迎回供俸三天。至2008年12月21日，林家後代將開基神像物歸原主。2024年10月27日，舉行建廟160年暨重建30周年祈安謝土福醮大典，前聯勤總司令季麟連、立法院副院長江啟臣、霧峰區長張慶庸、大里區長鄭正忠、立委何欣純、議員李天生、林德宇等人前來。

## 祭祀
廟方以農曆九月初九為神明聖誕，每年當日會由企業出資舉行大型煙火表演。